# Hugua
Hugua est un astérisme de l'astronomie chinoise. Il est décrit dans le traité astronomique du Shi Shi, qui décrit les astérismes composés des étoiles les plus brillantes du ciel. Il se compose de cinq étoiles, situées au sein de la constellation occidentale du Dauphin.

## Composition de l'astérisme
La localisation et la forme de Hugua, tel qu'il est représenté sur les cartes du ciel chinois, ne laissent guère de doutes sur sa composition. Elle correspond au losange caractéristique de la constellation occidentale du Dauphin, comprenant :
- γ Delphini (magnitude apparente 4,3)
- α Delphini (3,8)
- β Delphini (3,6)
- δ Delphini (4,4)

auxquelles s'ajoute l'étoile située immédiatement à l'ouest du losange, 
- ζ Delphini (4,6)

## Symbolique
Hugua représente des melons, cultivés en bordure de la rivière céleste Tianhe (la Voie lactée). Ces melons n'ont pas été récoltés et sont désormais desséchés. 

## Astérismes associés
Immédiatement à côté de Hugua se trouve Baigua, qui représente aussi des melons, mais trop mûrs et non desséchés. Ces deux astérismes forment la partie la plus au nord de tout un ensemble d'astérismes en rapport avec l'agriculture, tel Tiantian (les champs célestes). Situé en bordure de la Voie lactée, Hugua côtoie d'autres astérismes en rapport avec celle-ci, notamment Tianjin, au nord-est, qui représente un gué permettant de traverser la rivière.

## Référence
- (en) Sun Xiaochun et Jakob Kistemaker, The Chinese sky during the Han, New York, Éditions Brill, 1997, 247 p. (ISBN 9004107371), page 150.